# اتا سنگتراش
اتا سنگتراش یک ستاره است که در صورت فلکی سنگتراش قرار دارد.